# 穆尔黑德 (密西西比州)
穆尔黑德（英語：Moorhead）是密西西比州向日葵郡的一座城市。总面积3.4平方公里，总人口1,937（2020年美國人口普查）。